# Terezinha
Terezinha är en kommun i Brasilien.   Den ligger i delstaten Pernambuco, i den östra delen av landet, 1 400 km nordost om huvudstaden Brasília. Antalet invånare är 6 737.
Omgivningarna runt Terezinha är huvudsakligen savann. Runt Terezinha är det ganska glesbefolkat, med 27 invånare per kvadratkilometer.